# Miguel Ángel Scenna
Miguel Ángel Scenna   (1924 - 1981) va ser un historiador argentí, especialitzat en història política de l'Argentina, de professió metge oftalmòleg. Va publicar gran quantitat de llibres i articles, entre els quals destaquen pel seu impacte, Cuando murió Buenos Aires 1871 (1974) (Quan va morir Buenos Aires 1871) sobre la tràgica epidèmia de febre groga, Los Militares (1980) (Els Militars), i FORJA, una aventura Argentina (De Yrigoyen a Perón) (1983).
Va ser un habitual col·laborador de la revista Todo és Història, dirigida per Félix Luna, on va publicar gran quantitat d'articles. Fou considerat un membre moderat del corrent revisionista.

## Obra
- Cómo fueron las relaciones Argentino-Norteamericanas (1970).
- Las brevas maduras (1804-1810) (1974), llibre integrant de la col·lecció Memorial de la Patria, dirigida per Félix Luna.
- F.O.R.J.A., una aventura Argentina (De Yrigoyen a Perón) (1972).
- Antes de Colón (1974).
- Braden o Perón (1974).
- Cuando murió Buenos Aires 1871 (1974).
- Argentina-Brasil: Cuatro Siglos de Rivalidad (1975).
- Los que escribieron nuestra historia (1976).
- Crónicas de Buenos Aires (1977).
- Los Militares (1980).
- Argentina-Chile: Una Frontera Caliente (1981).